# Метт Рідлі
Меттью Вайт, 5-й віконт Рідлі DL FRSL FMedSci (нар. 7 лютого 1958 р.) — британський журналіст і бізнесмен. Рідлі відомий своїми працями про науку, навколишнє середовище та економіку. Він написав декілька наукових книг, серед яких «Червона королева: секс та еволюція людської природи» (1994), « Геном» (1999), «Раціональний оптиміст: як розвивається добробут» (2010) та «Еволюція всього: як виникають ідеї» (2015). Він публікує щоденник і є регулярним автором газети «Таймс».
Рідлі — лібертаріанець та завзятий прихильник Brexit . З 2013 року він є титулованим пером консерватором, маючи місце в Палаті лордів.
Рідлі був головою британського банку Northern Rock з 2004 по 2007 рік, в цей період Northern Rock пережив перший банкову паніку у британському банку за 150 років. Рідлі пішов у відставку, і банк був взятий під урядові гарантії, що призвело до націоналізації «Northern Rock» .

## Раннє життя та освіта
Батьками Рідлі були Меттью Уайт Рідлі, четвертий віконт Рідлі (1925—2012) та леді Енн Катарін Габріель Лумлі (1928—2006), дочка Лоуренса Роджера Ломлі, 11-й граф Скарбру . Він племінник покійного депутата від консерваторів і міністра Ніколаса Рідлі та правнук Едвіна Лютієна .
Рідлі навчався у Ітон-коледжі з 1970 по 1975 рік, а потім перейшов до коледжу Магдалини, Оксфорд, щоб вивчити зоологію. Отримавши ступінь бакалавра з відзнакою першого класу, Рідлі продовжив дослідження системи спаровування звичайного фазана (Phasianus colchicus) під керівництвом Кріса Перріна, отримавши ступінь DPhil у 1983 році.

## Кар'єра

### Журналістика
Рідлі приєднався до The Economist в 1984 році, спочатку працював науковим редактором до 1987 року, потім - штатним кореспондентом у Вашингтоні з 1987 по 1989 рік і американським редактором з 1990 по 1992 рік. Він був оглядачем газети The Daily Telegraph і The Sunday Telegraph і редактором The Best American Science Writing 2002.
З 2010 по 2013 рік Рідлі писав щотижневу колонку «Розум і матерія» для The Wall Street Journal, яка «досліджує науку про природу людини та її наслідки».
З 2013 року Рідлі пише щотижневу колонку для The Times про науку, навколишнє середовище та економіку.
Рідлі написав більшу частину головної статті видання BBC Focus за серпень 2017 року. У статті пояснюється його скептицизм щодо виснаження ресурсів, оскаржуючи поширену думку, що виснаження ресурсів є важливою проблемою. Як докази він наводить різні попередні залякування виснаженнями ресурсів.

### Northern Rock, 1994—2007
У 1994 році Рідлі став членом правління британського банку Northern Rock після того, як його батько був членом правління протягом 30 років та головою з 1987 по 1992 рік. Рідлі став головою в 2004 році.
У вересні 2007 року Northern Rock став першим британським банком з 1878 року, який зазнав банківську паніку на початку фінансової кризи 2007—2010 років . На початок фінансової кризи 2007–08 рр . Банк звернувся до Банку Англії про екстренну фінансову підтримку. але не вдалося, і Northern Rock був націоналізований. Він пішов у відставку з посади голови у жовтні 2007 року. Парламентський комітет розкритикував Рідлі за те, що він не визнав ризики фінансової стратегії банку та "завдав шкоди репутації британської банківської галузі ".

### Бізнес
З 1996 по 2003 р. Рідлі займав посаду голови-засновника Міжнародного центру життя (nternational Centre for Life,) який відкрився в 2000 році як некомерційний науковий центр в Ньюкасл-апон-Тайн; і тепер є його почесним довічним президентом. З липня 2000 року по червень 2008 року він був виконавчим директором PA Holdings Limited разом з Віктором Хальберштадтом.
Він був керівником фонду Дітклі (Ditchley Foundation), який організовує конференції для подальшої освіти та взаємопорозуміння британців та північноамериканців. Він брав участь у конференції Діктлі у лютому 2000 року.

## Меценатство
Він є покровителем «Гуманістів Великої Британії» (Humanists UK).

### Нортумберландія

Northumberlandia map

«Банкс Груп» та садиба Благдонів (родове помістя Рідлі) розробили та спонсорували будівництво Нортумберландії, або «Леді Півночі», величезну земельну скульптуру у формі лежачої жіночої фігури, яку спонсорував Рідлі. Зараз керується благодійною групою під назвою Land Trust це найбільший у світі рельєфний образ із зображенням людської форми, збудований за рахунок приватного фінансування, коштував 3 мільйони фунтів стерлінгів. Залучаючи понад 100 000 людей на рік, проект мистецтва, туризму та культурної пам'ятки Нортумберленд отримав глобальну нагороду за ландшафтну архітектуру та отримав назву «Міс Світу».
Королівське сільськогосподарське товариство Англії в 2015 році присудило Рідлі золоту медаль «Бледісло» за роботу, виконану на його маєтку Благдон, сказавши, що вони «хотіли виділити велику роботу з покращення довкілля, яка проводилася по всій землі».

## Публікації
Рідлі є автором ряду науково-популярних книг, перелічених нижче.
Червона королева: секс та еволюція природи людини (The Red Queen: Sex and the Evolution of Human Nature), 1993 рік: У " Льюїс Керролл " Через «Вітрину» Еліс зустрічає Червону королеву, яка залишається там же, незалежно від того, наскільки швидко вона бігає. Ця книга відстоює теорію Червоної Королеви за еволюцію статевого розмноження: що вона розвивалася так, щоб генетичні зміни, що виникають в результаті, перешкоджали постійно мутувати паразитів .
Витоки чесноти: людські інстинкти та еволюція співробітництва (The Origins of Virtue: Human Instincts and the Evolution of Cooperation), 1996
Геном: Автобіографія виду в 23 главах (Genome: The Autobiography of a Species in 23 Chapters), 1999
У цій книзі розглядається один нововиявлений ген з кожної з 23 хромосом людини . Він потрапив до списку вручення премії Семюеля Джонсона в 2000 році.
Природа через виховання: гени, досвід та те, що робить нас людьми (Nature via Nurture: Genes, Experience, & What Makes Us Human), 2003 р. (Також пізніше випущена під назвою Agile Gene: How Nature Wars on Nurure in 2004): У цій книзі розглядаються причини, чому людину можна вважати одночасно волею і мотивувати інстинктом та культурою.
Спритний ген: як виховання природи, 2004
Френсіс Крик: Відкривач генетичного кодексу, 2006
Біографія Рідлі Френсіса Крика отримала премію Девіса з історії науки від Товариства історії науки США.
Раціональний оптиміст: як розвивається добробут, 2010 рік
Раціональний оптиміст в першу чергу зосереджується на перевагах вродженої схильності людини до торгівлі товарами та послугами. Рідлі стверджує, що ця риса є джерелом процвітання людини і що, оскільки люди все більше спеціалізуються на своїх наборах навичок, у нас буде розширена торгівля та ще більше процвітання. Він увійшов до списку в премії BBC Самюель Джонсон 2011 року .
Еволюція всього: як виникають ідеї, 2015
У книзі «Еволюція всього» Рідлі «робить справу вже не еволюцією, а не дизайном, як силою, яка сформувала велику частину культури, технологій та суспільства, і яка навіть зараз формує наше майбутнє». Він стверджує, що "Зміни в технології, мові, смертності та суспільстві є поступовими, невблаганними, поступовими та спонтанними … Значна частина людського світу є результатом людських дій, але не людського дизайну; вона випливає із взаємодій мільйонів, а не від плани кількох ". Письменник-наука Пітер Форбс, пишучи в The Independent, описує книгу як « магнум опус Рідлі, … десятиліття в творенні». Форбс стверджує, що Рідлі був натхненний довгою роботою римського поета Лукреція про «атеїстичний атомізм», De rerum natura, чиї «аргументи здаються незвично сучасними: як аргументація Річарда Докінза 2000 років avant la lettre». Форбс визнав, що розділ про технології є «абсолютно переконливим», найбільш задовольняючим у книзі. Але він вважає, що «тривала полеміка від імені лібертаріанських антидержавних ідей не за мільйон миль від тих, що йдуть з Республіканської чайної партії США». Форбс називає Рідлі «єретиком у більшості пунктів», заявивши, що книга має багато надмірностей. Все-таки він вважає книгу необхідним для читання.
Як працює інновація: і чому вона процвітає у свободі, 2020 рік
 У 2006 році Рідлі написав розділ до Річарда Докінса: Як вчений змінив спосіб, як ми думаємо, збірку нарисів на честь свого друга Річарда Докінса (під редакцією його близького імені Марка Рідлі).
На конференції TED Рідлі 2010 року «Коли ідеї зайнялися сексом» отримав понад 2 мільйони переглядів. Рідлі стверджує, що обмін та спеціалізація — це риси людського суспільства, які призводять до розвитку нових ідей, і що, отже, людське суспільство є «колективним мозком».

## Політичні та наукові погляди

### Роль державного регулювання
У 2006 році видання он-лайн журналу «Край — третя культура» Рідлі написав відповідь на запитання «Яка ваша небезпечна ідея?» який мав назву «Уряд — це проблема, а не рішення» в якій він описує своє ставлення до регулювання уряду: "У кожному віці і в кожен час були люди, які кажуть, що нам потрібно більше регулювання, більше уряду. Іноді, кажуть, нам це потрібно для захисту обміну від корупції, встановлення стандартів та правил поліції, і в цьому випадку вони мають крапку, хоча часто вони перебільшують. . . Небезпечна ідея, яку ми всі мусимо навчитись, полягає в тому, що чим більше ми обмежимо зростання уряду, тим краще нам буде все ".
У 2007 році еколог Джордж Монбіо написав статтю в The Guardian, що поєднує лібертаріанську економічну філософію Рідлі та провал Northern Rock в 27 мільярдів фунтів. 1 червня 2010 року Монбіо виклав свою попередню статтю в контексті книги Метта Рідлі «Раціональний оптиміст», яка щойно була опублікована. Монбіо висловив думку про те, що Рідлі не зміг дізнатися про обвал Northern Rock.
Рідлі відповів Монбіо на своєму вебсайті, заявивши, що "недавній напад Джорджа Монбіо на мене в «Гардіані» вводить в оману. Я не ненавиджу державу. Насправді, мої погляди набагато врівноваженіші, ніж вибіркові цитати Монбіо. " 19 червня 2010 року Монбіо провів зустріч із ще однією статтею на вебсайті Guardian, даючи сумніви щодо претензій Рідлі та його відповіді. Тоді Рідлі захищав Теренс Кілі в подальшій статті, опублікованій на вебсайті Guardian .
У листопаді 2010 року журнал Wall Street Journal опублікував довге листування між Рідлі та засновником Microsoft Біллом Гейтсом на теми, обговорені в книзі Рідлі «Раціональний оптиміст» . Гейтс сказав, що «те, що містер Рідлі не бачить, — це те, що турбуватися про найгірший випадок — бути песимістичним певною мірою — може насправді допомогти досягти рішення»; Рідлі сказав: "Я точно не кажу: " Не хвилюйтеся, будьте щасливі ". Я скоріше кажу: «Не впадайте у відчай, будьте амбітні».
Рідлі підсумував власні погляди на свою політичну філософію під час лекції Хайєка 2011 року: "[капелюх] не здатний підтримувати його спосіб життя і не був протягом 120 000 років; головна особливість торгівлі полягає в тому, що вона дозволяє нам працювати один на одного не лише на себе; що немає нічого такого антисоціального (або збіднілого), як прагнення до самодостатності, і що авторитарне правило зверху вниз не є джерелом порядку та прогресу ".
У обміні електронною поштою Рідлі відповів на повторні звинувачення екологічного активіста Марка Лінаса щодо правоохоронного порядку наступною відповіддю: "Щодо теми ярликів, ти неодноразово називаєш мене членом «правого». Знову ж таки, на яких підставах? Я не реакціонер у тому сенсі, що не хочу соціальних змін: я роблю це досить ясно у всій своїй книзі. Я не любитель ієрархії в сенсі довіри центральній владі держави: зовсім навпаки. Я не консерватор, який захищає великі монополії, державні чи приватні: я відзначаю те, як конкуренція спричиняє творче руйнування, яке вигідно споживачеві від інтересу закріплених виробників. Я не проповідую того, що хочуть почути багаті — багаті хочуть почути Євангеліє Монбіо, що технологічні зміни погані, що хой поллой повинен перестати засмічувати аеропорти, що дорога органічна їжа в домашніх умовах — це шлях, що великий бізнес та велика державна служба повинні відповідати. Тож у якому сенсі я праворуч? Я є соціально-економічним лібералом: я вважаю, що економічна свобода призводить до збільшення можливостей бідних стати менш бідними, тому я за це. На мій погляд, ринковий лібералізм та соціальний лібералізм йдуть рука об руку.
Рідлі стверджує, що здатність людей до змін та соціального прогресу недооцінена, і заперечує те, що він вважає надмірно песимістичними поглядами на глобальні зміни клімату та зниження народжуваності на Заході .

### Скептицизм до зміни клімату
Рідлі давно виступає за «теплий» погляд на зміни клімату та проти політики відновлюваної енергетики, яку він вважає шкодою для економіки, а також для навколишнього середовища.
Рідлі постійно стверджував, що дані свідчать про те, що в даний час викиди вуглекислого газу приносять більше користі, ніж шкоди, значною мірою завдяки ефекту запліднення CO 2, що сприяє зростанню сільськогосподарських культур та зростанню лісів та дикої рослинності, і що найкращі дані свідчать про це продовжують діяти протягом багатьох десятиліть. У 2015 році він написав про звіт незалежного вченого Індура Гоклані таким чином: «Як показує Гоклані, оцінки, які використовували політичні діячі, дотепер завищували потепління, занижували прямі переваги вуглекислого газу, завищували шкоду від зміни клімату та занижували здатність людини до адаптації.»
У 2014 році Wall Street Journal оглядових, написана Рідлі різко оскаржені Джеффрі Сакс з Колумбійського університету Інституту Землі. Сакс назвав «абсурдним» характеристику Рідлі у статті журналу Science двома вченими Сяньяо Чен та Ка-Кіт Тунгом. Закс цитував дані зі статті Science, щоб спростувати судження Рідлі, і заявив, що «висновки газети є абсолютно протилежними Рідлі». Рідлі відповів, що «смішно, гидко і неправдиво звинувачувати мене в брехні або» повністю неправильно представляти науку. . Я просив пана Сакса зняти звинувачення не раз у Twitter. Він відмовився це робити. . . . ""
Погляди Райдліса на зміну клімату були піддані критиці з боку Друзів Землі через те, що він має зв'язки з вугільною промисловістю . Він є власником землі на північному сході Англії, на якій працює вугільна шахта Shotton Surface, і отримує плату за шахту. У 2016 році його звинуватили у лобіюванні вугільної галузі. Це було коротко відхилено комітетом Верховної Ради з питань стандартів.

### Сланцевий газ і фракінг
Рідлі був одним з найбільш ранніх коментаторів, який визначив економічне значення сланцевого газу . Рідлі є прихильником фракінгу. Однак він визнав, що Комісар палат лордів Палати лордів з питань норм порушив Парламентський кодекс поведінки за те, що не розголошував усно в дебатах на предмет особистих інтересів вартістю не менше 50 000 фунтів стерлінгів у групі Вейр який був описаний як: «найбільший у світі постачальник спеціального обладнання, що використовується в процесі» фракінгу .

### Євроскептицизм
Рідлі є євроскептиком і виступає за вихід (Brexit) Великої Британії з Європейського Союзу під час референдуму про членство у Великій Британії в Європейському Союзі 2016 року . Він з'явився у Brexit: The Movie, закликаючи Велику Британію повернутися до політики вільної торгівлі, яка відрізняла її після 1845 до 1930-х років.

## Відзнаки, нагороди та звання
У 1996 році він був відвідувачем професора в лабораторії Cold Spring Harbor в Нью-Йорку а в 2006 році отримав почесну ступінь DSC .
У 2003 році він отримав почесну ступінь доктора наук від Букінгемського університету а в 2007 році — почесну ступінь DCL від університету Ньюкасла.
У 2011 році Інститут Манхеттена присудив Рідлі їхню премію Гаєка в розмірі 50 000 доларів за свою книгу «Раціональний оптиміст». У своїй промові прийняття Рідлі сказав: "Як зрозумів Хайєк, суспільство людини необхідне для того, щоб суспільство працювало … Ключовою особливістю торгівлі є те, що вона дозволяє нам працювати один для одного, а не тільки для себе; самодостатність є справжньою формою егоїзму, а також швидкою дорогою до бідності, і це авторитарне правило зверху вниз не є джерелом порядку та прогресу ". У 2011 році Рідлі виголосив лекцію про Ангус-Міллар про «наукову єресь» у Королівському товаристві мистецтв (RSA).
У 2012 році Рідлі став п'ятим віконт-Рідлі та бароном Венслідейлом про смерть батька. Він також 9-й баронет Рідлі. У 2013 році він був обраний спадкоємним пером у Палаті лордів членом Консервативної партії .
У 2013 році він був обраний членом Американської академії мистецтв і наук і здобув премію Джуліана Л. Саймона в березні 2012 року. У 2014 році він отримав нагороду безкоштовного підприємництва від Інституту економічних питань .
Його кандидатура на посаду стипендіата Академії медичних наук (FMedSci) гласить: "Д-р Метью Рідлі зробив великий внесок у залучення громадськості до біологічних наук. Він був одним із засновників і першим головою Центру життя в Ньюкаслі, який поєднує дослідження, комерційне застосування, шкільну освіту, етичні дебати та новаторську інтерактивну виставку з наукових наук про життя, Центр залучив понад півмільйона відвідувачів з моменту відкриття в 2000 р. І надав більше 30 000 школярів смаку біології в «Lifelab», її навчальній лабораторії шкільного віку. Нещодавно воно досягло знаменного значення при створенні першої ембріональної лінії стовбурових клітин. Ridely добре відомий своїми популярними книгами та великими працями про біологічні науки. Його книга «Геном: автобіографія виду в 23 главах» була продана понад півмільйона примірників, а його «Природа через виховання: гени, досвід і те, що робить нас людьми» переробляє  природа-виховання дебатів і стверджує, що виховання працює через гени стільки, скільки робить природа. Він має глибокий вплив на біомедичну науку та суспільство.

### Родовий герб
Як п'ятий віконт Рідлі, Метт Рідлі має герб, пожовкнуту як Гулз на шевроні Аргента між трьома власними соколами, як і багато пелет .

## Особисте життя
Коли батько помер у 2012 році, Рідлі змінив його як 5 — го віконт-Рідлі, перебравшись за управлінням родинним маєтком Благдон Холл, недалеко від Стеннінгтона, штат Нортумберленд, за кілька років до цього.  
У 1989 році Рідлі одружився з Анею Герлберт, професором нейронауки в університеті Ньюкасла ; вони живуть на півночі Англії, мають сина і дочку.
У 1980 році його сестра Роуз вийшла заміж за британського політичного діяча Консервативної партії Оуена Патерсона, який обіймав посади Державного секретаря Північної Ірландії та Державного секретаря з питань навколишнього середовища, продовольства та сільських справ до липня 2014 року. У цей час Рідлі був описаний як «багато в чому особистий аналітичний центр Патерсона».
У 2015 році команда Рідлі виграла спеціальний різдвяний різдвяний виступ University Challenge, який представляє Коледж Магдалини, Оксфорд, через рік після того, як команда його сина, також Метью, виграла студентську версію представляла Trinity College, Кембридж .
 